# Vallfarten till Kevlaar
Vallfarten till Kevlaar (Deutsch: Die Wallfahrt nach Kevelaer) ist ein schwedischer Stummfilm aus dem Jahr 1921, inszeniert von Ivan Hedqvist mit einem Drehbuch von Ragnar Hyltén-Cavallius nach Heinrich Heines Gedicht Die Wallfahrt nach Kevlaar aus dem Buch der Lieder von 1827. Der Film ist einer von jenen, die während der sogenannten Blütezeit des schwedischen Stummfilms (oder „des Goldalters“ des schwedischen Films) produziert wurden.

## Handlung
In den 1820er Jahren überredet eine Mutter ihren Sohn, der nach dem Tod seiner Geliebten aus lauter Melancholie und Trauer bettlägerig geworden ist, sich einer Wallfahrt von Köln nach Kevelaer zur Gnadenkapelle der Mutter Gottes anzuschließen. Dort opfert der Sohn der Madonna ein Herz aus Wachs und bittet sie, seinen Herzschmerz zu heilen. Als die Nacht hereinbricht, erhebt sich die Madonna von ihrem Altarbild, tritt an das Bett des Sohnes und legt ihre Hand auf sein Herz. Als die Mutter aufwacht, stellt sie fest, dass ihr Sohn in der Nacht gestorben ist, und sie lobt die Madonna für ihre Güte.

## Aufnahme des Films
Der Film wurde im Herbst 1920 gedreht. Die Studioszenen wurden in Filmstaden in Råsunda bei Stockholm gedreht, während einige Außenaufnahmen vor Ort in Köln und im Rheintal gedreht wurden. Die Szenen mit der Kapelle gehören zu denen, die in Råsunda aufgenommen wurden, wo eine Kulisse der originalen Kevelaerer Gnadenkapelle errichtet worden war.

## Premiere des Films
Vallfarten till Kevlaar wurde am 9. Mai 1921 im Röda Kvarn-Kino in Stockholm und im Cosmorama in Göteborg uraufgeführt. Als Vorfilm für die Stockholmer Premiere wurde der kurze Dokumentarfilm Från Köln till Kevlaar gezeigt, der während der Dreharbeiten zum Hauptfilm in Deutschland aufgenommen worden war. Die Vorführung im Röda Kvarn hatte auch eine außergewöhnliche musikalische Begleitung: Der Dirigent Rudolf Sahlberg hatte ein Musikprogramm mit Stücken von 32 Komponisten zusammengestellt. Neben dem regulären Kinoorchester war auch ein Kirchenchor unter der Leitung von Oscar Sandberg engagiert geworden, um die Filmvorführung zu begleiten. Es ist nicht bekannt, welche Musikstücke in Sahlbergs Arrangements enthalten waren. 2017 schuf der deutsche Komponist Andreas Benz ein neues Chor- und Orchesterwerk für den Film, das am 6. Juli 2017 bei einer Filmvorführung in der Christuskirche in Heilbronn uraufgeführt wurde.

## Restaurierung
Vallfarten till Kevlaar wurde in 2018 vom Schwedischen Filminstitut digital restauriert, wobei zum Beispiel die Viragefarben rekonstruiert wurden. Die Premiere der restaurierten Fassung fand im selben Jahr im Bonner Sommerkino in Bonn statt, seitdem wurde der Film auch in Düsseldorf und Kevelaer gezeigt. Im Februar 2021 nahm der Streamingdienst Netflix den Film in sein Programm auf.